# Cache ta joie (film)
Pour plus de détails, voir Fiche technique et Distribution.
Cache ta joie est un film français réalisé par Jean-Baptiste de Laubier et sorti en 2006.

## Fiche technique
- Titre : Cache ta joie
- Réalisation : Jean-Baptiste de Laubier
- Scénario : Jean-Baptiste de Laubier et Céline Sciamma
- Photographie : Charles Wilhelem
- Son : Emmanuel Bonnat et Vincent Verdoux
- Montage : Julien Lacheray
- Musique : Jean-Baptiste de Laubier
- Production : La Fémis
- Pays de  production :  France
- Durée : 32 minutes
- Date de sortie : France - 29 janvier 2006[1]

## Distribution
- Pierre-Alain Claver
- Benjamin Folliet
- Rohan Sisti

## Récompense
- Grand prix (ex-aequo) du Festival du cinéma de Brive « Rencontres européennes du moyen métrage » 2006[2]